# Andorinhas Futebol Clube
Andorinhas Futebol Clube é uma agremiação esportiva brasileira, fundada a 17 de novembro de 1917, sediada em Magé, no estado do Rio de Janeiro. 

## História
Clube formado a partir das várias indústrias têxteis da cidade, o Andorinhas localiza-se em um vale, vizinho ao distrito de Pau Grande e da Serra dos órgãos. As fábricas de tecido eram no início do século XX praticamente a única fonte empregatícia de quase toda a população local e era no futebol que seus empregados tinham seus momentos de descanso e lazer. Mesmo após a falência dessas companhias, as agremiações e seus campos ainda existem.
Em Santo Aleixo, também distrito de Magé, não apenas uma, mas duas associações esportivas surgem: o Guarany Futebol Clube, em 1913, e o
Andorinhas Futebol Clube, em 1917, financiados, respectivamente, pelas fábricas têxteis Unidas de Tecidos, Rendas e Bordados e Companhia de Fiação e Tecelagem Bezerra de Mello. Nesses clubes, o futebol era o principal elemento aglutinador dos operários, mas não o único a estimular a manifestação de uma cultura específica, pois, além dos jogos de futebol, havia também as tardes dançantes, animadas pelas bandas de música compostas pelos próprios trabalhadores, os concursos de beleza e ainda os tradicionais bailes carnavalescos organizados pela diretoria dos clubes. Enfim, esses clubes se constituíam em verdadeiros centros de cultura e lazer, onde as redes de sociabilidade existentes criavam afinidades que ajudavam a consolidar as identidades forjadas no espaço de trabalho. Em todas essas manifestações podia ser percebida a expressão de formas simbólicas e objetivas, senão de uma cultura operária, então de uma cultura fabril, forjada a partir da peculiar combinação de tempo, lugar e atores sociais.
Esses centros recreativos originados dos “times de fábrica”, que tiveram como referência o modelo adotado pela Companhia Progresso
Industrial do Brasil (fábrica de tecidos localizada em Bangu, RJ), se fortaleceram e chegaram aos momentos áureos de suas existências durante todo o segundo e parte do terceiro quartel do século XX. Este é o caso, por exemplo, do Esporte Clube Pau Grande, fundado em 1908 por ingleses que ocupavam cargos de chefia na fábrica de tecidos “localizada na localidade rural de Pau Grande, em Magé, a 90 km do Rio de Janeiro [...] quarenta anos depois, essa fábrica possuía uma equipe que se destacava nos campeonatos entre times de fábricas têxteis da região”, e de onde sairia para brilhar na seleção brasileira, em 1958, ninguém menos do que o craque Garrincha.
O Andorinhas Futebol Clube foi um desses clubes. Fundado em 17 de novembro de 1917. Após ser campeão da Liga Mageense em 1958, participou do 1o Campeonato Fluminense de Clubes Campeões de 1958, no primeiro semestre de 1959. O mesmo aconteceu com o título citadino de Magé de 1961, disputando também o Campeonato Fluminense de Clubes Campeões de 1961, disputado em 1962.

## Títulos
- Campeão da Liga Mageense de Desportos: 1958, 1961, 2009